# Necochea (partido)
Necochea (Partido de Necochea) is een partido in de Argentijnse provincie Buenos Aires. Het bestuurlijke gebied telt 89.096 inwoners. Tussen 1991 en 2001 steeg het inwoneraantal met 5,34 %.

## Plaatsen in partido Necochea
- Balneario Costa Bonita
- Balneario Los Ángeles
- Claraz
- Energía
- Juan Nepomuceno Fernández
- La Dulce
- Necochea
- Quequén
- Ramón Santamarina